# Slaget ved Thermopylæ
Slaget ved Thermopylæ i år 480 f.Kr. stod mellem et forbund af græske bystater og den invaderende persiske hær ved Thermopylæ-passet. Selv om grækerne var i undertal, formåede de at standse fjenden i et af de mest berømte slag i historien. En styrke på ca. 7000 krigere fra de græske bystater, anført af kong Leonidas, formåede at spærre den eneste vej, som den enorme persiske hær kunne passere. Perserne led uhyre tab, før det lykkedes dem at omgå spærringen, og det skete kun, fordi grækeren Ephialtes forrådte de kæmpende grækere og afslørede en bjergvej, der gik bag om grækernes forsvarslinjer. Kong Leonidas blev tilbage i passet med 300 spartanske elitesoldater og omkring 700 thespiatiske frivillige for at forsinke den persiske hær. Det medførte, at resten af hæren kunne falde tilbage og forsvare sig mod den persiske afdeling, der havde taget bjergvejen.

## Baggrund
Efter det persiske felttog mod Grækenland var sat i gang, sendte Xerxes bud til alle de græske stater undtagen Sparta og Athen, da de tidligere havde henrettet sendebud fra Xerxes' far Dareios, havde henrettet gesandterne.
- Athenerne kastede de persiske repræsentanter i rakkerkulen, afgrunden hvor dødsdømte forbrydere nedstødtes i Athen også på græsk βάραθρον (barathron).
- Spartanerne kastede deres sendebud ned i en brønd og hånede dem med kommentaren: "Grav jer selv op".

Der blev tilbudt gode betingelser, hvis de overgav sig og forsynede ham med vand og jord. Mange af de mindre stater overgav sig.
De to ledende stater, Sparta og Athen, fik snart støtte fra andre stater. Flere repræsentanter fra de græske bystater mødtes til en kongres i Korinth i efteråret i 481 f.Kr., og her blev en konføderation af græske bystater dannet. Det er intet bevis for, at en stat stod i spidsen for modstanden mod perserne; Herodot kalder dem fx bare ’’grækerne’’ eller ’’de grækere, som har samlet sig.’’ Det var hovedsageligt et forsvarsforbund, der skulle sørge for, at Grækenland stod samlet mod den persiske invasionshær.
En persiske armé mødte først en samlet spartansk og athensk styrke på 10.000 hoplitter ledet af Euanetus og Themistokles ved Tempe. Da Xerxes hørte det, sendte han en hær gennem det ubeskyttede Sarantaporostræde. Hoplitterne blev advaret af Alexander 1. af Makedonien og flygtede fra passet. De allierede grækere forudså, at den næste strategiske flaskehals, hvor perserne kunne blive stoppet, var Thermopylæ. De bestemte derfor at beskytte stedet med en mindre styrke og samtidig sende en flåde til området ved Artemistemplet i Efesos, der var en maritim flaskehals. Xerxes' hær fik primært sine forsyninger ad søvejen.
Det er blevet diskuteret, hvad den strategiske grund til denne fordeling af styrkerne var. Hermann Bengtson mener fx, at landstyrken skulle standse den persiske hærs fremrykning, mens den persiske flåde blev slået til søs. En anden teori har været, at perserne kunne blive decimeret af udmattelse, epidemier og sult, hvis de blev holdt mod nord så længe som muligt. Enkelte har hævdet, at athenerne følte, at Leonidas' lille styrke var stærk nok til at stoppe perserne, ellers ville de selv have forladt deres by og sendt hele hæren til Thermopylae. Der kendes et senere tilfælde, hvor det lykkedes en lille græsk styrke at stoppe en større invasionshær; i 353-352 f.Kr. stoppede 5.000 athenske hoplitter og 400 ryttere Filip 2. af Makedoniens overlegne hær.
Herodot hælder selv til den sidste forklaring, da han skriver, at ’’de styrker, som Leonidas havde med sig fra Sparta, virkede opmuntrende for de allierede og hindrede dem i at gå over til mederne (perserne)’’.
Den spartanske konge blev sat til at lede de græske allierede ved Thermopylæ. Ifølge Herodot var han selv overbevist om, at han gik en sikker død i møde – noget, han ikke havde gjort, hvis han havde troet, at den styrke han havde fået, var stor nok til sejr. Han valgte kun at tage de mænd med sig, som havde sønner, der var gamle nok til at overtage ansvaret for deres familie. Plutarch skriver, at Leonidas svarede sin kone på hendes spørgsmål om, hvad hun skulle gøre, efter han var draget væk: "Gift dig med en god mand og få gode børn".
En almindelig afskedshilsen fra spartanske kvinder til deres mænd var: "Kom hjem enten med eller på dit skjold". Det betød, at soldaten enten skulle komme hjem som sejrherre (med skjoldet) eller død, dvs. båret væk fra slagmarken (på skjoldet), frem for at kaste skjoldet væk og flygte fra slaget eller overgive sig.

## Slagmarkens topografi
På denne tid bestod passet ved Thermopylæ af et smalt stykke vej langs kysten af Malisbugten, så smal at kun én hestevogn kunne passere ad gangen. Sydsiden af passet var afgrænset af klipper, mens nordsiden stødte op til bugten. Langs den vej var der tre indsnævringer, "porte" (pylai), og i midten var der en kort mur bygget af fønikerne et århundrede før som forsvar mod thessaliske invasioner. Navnet Thermopylæ betyder "de varme porte" efter egnens varme svovlkilder.
Passet ser i dag meget anderledes ud på grund af en opfyldning af Malisbugten, og den gamle vej ligger nu ved foden af de højder, der strækker sig rundt om en slette.

## Slaget

### Persernes ankomst
Da den persiske hær nåede indgangen til Thermopylæpasset, forsamledes grækerne til rådslagning. Peloponneserne foreslog en tilbagetrækning til hjemområderne for at forsvare Peloponnes der. De vidste selvfølgelig, at perserne måtte besejre athenerne, før de kom frem til Peloponnes. Fønikerne og lokrierne som havde deres stater i nærheden, mente derimod, at de skulle stå imod og forsvare Thermopylæ. Leonidas fandt det bedst at holde sig til den sidstnævnte plan.[kilde mangler]
I mellemtiden var perserne nået helt frem til passet og havde sendt en spejder ud for at rekognoscere. Grækerne lod ham komme helt hen til lejren for at observere. Perserne og Xerxes morede sig meget over det, som spejderen kunne fortælle om størrelsen på den græske hær, og at spartanerne var optaget af gymnastik (kalostenhos) og af at ordne håret (spartanerne havde langt hår).[kilde mangler] Demaratos bad en af de grækere, der var med hos perserne om råd og fik til svar, at spartanerne forberedte sig til slag, og at det var et af deres ritualer at pynte håret, før de gik i krig. De var de modigste mænd i hele Grækenland, fik han fortalt, og de var opsatte på at forsvare passet.
Xerxes var skeptisk. Ifølge en anden beretning sendte han en udsending over til den græske side. Han tilbød Leonidas at gå over til persernes mod at blive konge over hele Grækenland. Leonidas svarede:
Hvis du vidste, hvad der er godt i livet, havde du ikke haft et ønske om udenlandske ting. For mig er det bedre at dø for Grækenland end at blive konge over mine landsmænd.
Derefter bad Xerxes ham endnu engang om at overgive sig. Til dette gav Leonidas det berømte svar:
Μολών Λαβέ – Molon labe! (= Kom og hent dem!)
Dette citat er senere blevet brugt af mange generaler og politikere for at efterligne grækernes bestemthed og vilje til at ofre sig frem for at overgive sig. Det er i dag en devise for den græske hær. Xerxes ventede i fire dage på, at de græske styrker blev splittet og derefter ville overgive sig, men på den femte dag beordrede kongen mederne og cisserne til at tage grækerne til fange og bringe dem til ham.

### Første frontalangreb
Xerxes sendte mederne først, formentlig på grund af forventningerne om deres heltemod, eller som Diodorus Siculus har antydet, fordi han ønskede, at de skulle bære hovedbyrden af angrebet (mederne var få år før blevet underlagt perserne).
Mederne, som skulle tage grækerne til fange, befandt sig nu i et frontalangreb. Grækerne havde taget opstilling på begge sider af den genopbyggede fønikiske mur. Detaljer om taktikken er uklare, grækerne var med stor sandsynlighed opstillet i en falanksformation, der skabte en væg af overlappende skjolde, hvor spyd stak ud, og som strakte sig tværs over hele passet. Herodot fortæller, at enhederne fra hver stat stod samlet hver for sig. Perserne, bevæbnet med buer og korte spyd, kunne ikke komme frem til den græske falanks mellem de lange spyd, og de let pansrede persiske soldater havde kun lidt at stille op overfor de langt bedre beskyttede og disciplinerede græske hoplitter.
Grækerne overlistede perserne: De lod, som om de trak sig tilbage, for derefter at gøre et udfald mod de nu uorganiserede medere. På denne måde dræbte de så mange medere, at Xerxes, som det blev fortalt, skal have hoppet op tre gange fra den stol, hvorpå han sad og betragtede slaget. Ifølge Ctesias skal denne første bølge have bestået af 10.000 soldater, ledet af Artapanus.[kilde mangler]

### Grækerne bliver omringet
Sent anden dag, da perserkongen planlagde sit næste træk, fik han et tip fra en malier ved navn Efialtes om en omvej rundt om Thermopylæ, og Efialtes tilbød sig selv som guide. Efialtes var motiveret af en rigelig belønning, men blev senere myrdet. Omvejen gik øst for den persiske lejr, langs ryggen af Anopiabjerget, bag de klipper, der flankerede passet. Vejen delte sig i to; den ene gik til Fokis, den anden til Malisbugten. Leonidas havde udstationeret 1.000 fokisere til at vogte denne vej, men de blev overrumplet af perserne, da de ikke var forberedt på så stor en styrke.
Perserne blev ledet af Hydarnes, og han havde frygtet, at det var spartanerne, som vogtede passet, men fik af Efialtes at vide, at det ikke var tilfældet. For at undgå et stormangreb valgte Hydarnes en taktik, som skulle vise sig at være den afgørende: han beordrede en pileregn affyret mod de forsvarende grækere. Fokiserne trak sig tilbage til toppen af bjerget, hvor de skulle udgøre en sidste modstand. Perserne satte nu kursen mod Alpenus.
Efter denne hændelse fik navnet Efialtes en varig skamplet; det kom til at betyde mareridt og er på moderne græsk stadig synonymt med forræder.

### Afslutningen for spartanerne og thespiaierne
Da Leonidas hørte, at fokiserne var faldet, sammenkaldte han et råd ved daggry. Under dette møde talte nogle grækere for at trække sig tilbage på grund af den overvældende persiske styrke, mens andre insisterede på at stå fast. Efter mødet trak mange af de græske styrker sig tilbage og rejste hjem. Herodot hævder, at Leonidas selv gav ordre til deres afrejse, men Herodot gengiver også selv den alternative forklaring, at de græske styrker forlod slagmarken uden Leonidas samtykke. Spartanerne havde aflagt et løfte om at kæmpe til døden, mens thebanerne blev holdt som gidsler. Et kontingent på omtrent 700 thespiere ledet af general Demofilos havde nægtet at forlade slaget sammen med de andre grækerne og valgte at stå sammen med spartanerne.
Grækerne flyttede sig længere frem for at møde perserne i en bredere del af passet i håbet om at kunne dræbe så mange persere som muligt. De kæmpede med spyd, så længe de holdt, og skiftede derefter til xiphoi (kortsværd). I denne kamp, fortæller Herodot[kilde mangler], faldt to af Xerxes brødre, Abrocomes og Hyperanthes. Leonidas skal også selv været faldet i denne træfning. Stedet, hvor han faldt, blev samme år markeret med en stenløve. Faldne spartanere blev normalt begravet, hvor de døde, men blev mindet i hjembyen med en sten med navnet og ordene "død i krig".
Da grækerne fik at vide, at Efialtes og de Udødelige var undervejs, trak de sig tilbage og stillede sig op på en lille bakketop bag muren. Thebanerne under Leonidas overgav sig, men nogen af dem blev dræbt, før deres overgivelse blev accepteret af perserne. Ifølge Herodot sloges nogle af de tilbageværende grækere med hænderne og tænderne. Xerxes beordrede, at bakketoppen skulle omringes, og perserne sendte nu en pileregn af sted, der fortsatte, helt til den sidste græker var død. Moderne arkæologer har fundet beviser for pileregnen mod afslutningen.

## Eftervirkning
Da Leonidas lig blev fundet af perserne, beordrede Xerxes i raseri over det store tab, han havde lidt, at hovedet skulle hugges af og kroppen korsfæstes. Dette var en meget usædvanlig handling for perserne, der ellers havde for vane at behandle de fjender, som havde kæmpet tappert, med ære. Xerxes var kendt for sit temperament, som da han fik Hellesponten pisket, fordi den ikke ville adlyde ham.
Efter at perserne havde forladt slagmarken, samlede de overlevende grækere deres faldne kammerater og gravlagde dem på bakketoppen, hvor de var faldet. En stenløve blev rejst til minde om Leonidas. 40 år efter slaget blev Leonidas' levninger bragt fra Thermopylæ til Sparta for at blive genbegravet der, og begravelseslege blev afholdt hvert år til hans minde.
Det samtidige søslaget ved Artemisium var endt uafgjort, hvorpå den athenske flåde trak sig tilbage. Perserne havde nu kontrollen over Ægæerhavet og hele Grækenland så langt mod syd som Attika. Spartanerne forberedte sig nu på at forsvare landtangen ved Korinth og Peloponnes, mens Xerxes indtog Athen, hvis indbyggere allerede var flygtet til øen Salamis. De store tab foruroligede den persiske konge, Xerxes, og da hans flåde senere blev besejret ved Salamis, forlod han Grækenland. Han efterlod kun en lille del af sine styrker under ledelse af Mardonios. Denne hær blev til sidst slået i slaget ved Plataiai af en forenet græsk armé, igen ledet af spartanerne nu under rigsforstanderen Pausanias.

### Eftertidens opfattelse
De 300 spartaneres kamp bliver ofte brugt som en eksempel på, hvordan fordelene ved træning, udstyr og en gennemtænkt brug af terrænet kan øge en hærs potentiale, og ikke mindst som et symbol på standhaftighed imod overvældende dårlige odds. Spartanernes heroiske indsats har desuden givet stof til eftertanke hos mange mennesker gennem tiden.
Efter legenden skal grækerne have rejst et mindesmærke ved Thermopylae. Det bar en påskrift forfattet af Simonides af Keos (556 -467):
- Oldgræsk: ὦ ξεῖν', ἀγγέλλειν Λακεδαιμονίοις ὅτι τῇδε | κείμεθα τοῖς κείνων ῥήμασι πειθόμενοι.
- Transskriberet: Ó xein', ángelleín Lakedaímonioís hoti téde | keímetha toís keinón rhémasi peíthomenoí.
- Ordret oversættelse: Fremmede, meld Lakedæmonierne (Spartanerne), at du har set os ligge her, adlydende disse lakedæmonieres regler.
- Moderne omskrivning Oh fremmede, bring kvinder og mænd i Sparta budskab om, at vi har gjort, hvad vi bør, og ligger døde her.[19]

- Slaget ved Thermopylæ
- Slaget ved Thermopylae 480 f.Kr. og de senere flåde- og hærmanøvrer.
- Nutidig mindeplade ved Thermopylae med den overleverede indskrift.

## Oraklet i Delfi
Herodot beretter, at spartanerne havde konsulteret oraklet i Delfi, før de gik i krig mod den persiske armé. Oraklet skulle ved den lejlighed have udtrykt følgende profeti i heksametervers:
O I mænd som dvæler i gaderne i Lakedaimon!
Enten bliver jeres storslåede by plyndret af Perseus' børn,
Eller, i bytte, må alle i Lakonia
Sørge over tabet af en konge, efterkommere af den store Herakles.
Han kan ikke blive bekæmpet af hverken en okses eller løves mod,
Stride som de kan være; han er mægtig som Zeus; der er ingenting som kan ham standse,
Før han har nået sit bytte, deres konge, eller deres pragtfulde by.
Oraklet advarede på denne måde om, at enten blev Sparta erobret og efterladt i ruiner, eller også måtte en af deres to konger ofre livet for at redde byen.

## Tidsfæstelse af slaget
Ud fra Herodots fremstilling i Historie bog VII kan tidspunktet for Efialtes' forræderi og persernes passage over passet dateres til september 480 f.Kr.. Da perserne ikke kendte terrænet, måtte de bruge en form for belysning for at finde vej, men de kunne ikke bruge fakler, for da ville de have afsløret deres hensigt. De ventede derfor til fuldmåne, hvor passet ville blive oplyst naturligt. I bog VII nævner Herodot den solformørkelse, som fandt sted, da perserne krydsede Hellespont, og ved at kalkulere, hvor langt den persiske hær kunne bevæge sig hver dag, er det muligt at estimere tidspunktet for slaget til september 480 f.Kr. Og ved at bruge månekalenderen, kan datoen for forræderiet fastsættes til enten 18., 19. eller 20. september 480 f.Krt.[kilde mangler]

## Hærens størrelse
Kong Xerxes 1. af Persien havde i årevis forberedt sig på at gennemføre felttogene i Grækenland, som hans far Dareios 1. havde påbegyndt. Efter fire års forberedelser blev den persiske hær og flåde sendt til Lilleasien i 481 f.Kr. En bro af skibe blev lagt ved Abydos i Hellespont, og det gjorde det mulig for landhæren at krydse strædet. Herodot, der skrev den ældst kendte beretning om krigen, beskrev størrelsen på Xerxes' hær på følgende måde:
| Enheder            | Antal     |
| ------------------ | --------- |
| Flådemandskab      | 517.610   |
| Infanteri          | 1.700.000 |
| Kavaleri           | 80.000    |
| Arabere og libyere | 20.000    |
| Græske allierede   | 324.000   |
| Totalt             | 2.641.610 |

Dette tal skal næsten fordobles, hvis hjælpestyrkerne skal medregnes, for Herodot nævner, at den totale styrke var nåede op på i alt 5.283.220 mand. Moderne historikere har dog siden sået tvivl, om antallet reelt har været så stort. Andre antikke kilder har andre tal. Simonides af Kéa, der levede omtrent på samme tid, beskriver en styrke på fire millioner. Ctesias skrev en historie om Persien på grundlag af persiske kilder, som er tabt, hvor hans estimat var på 800.000. Moderne historikere har også forsøgt at beregne sig frem til størrelsen af den persiske hær, baseret på forskellige metoder, herunder vores viden om det persiske militærsystem, den logistiske kapacitet, det græske landskab, og mulighed for at skaffe forsyninger langs hærens invasionsrute.
Nogle historikere afviser alle tal i de antikke kilder og begrunder det med, at tallene er en overdrivelse fra sejrherrernes side. Baseret på analyser af de ressourcer, som var tilgængelige for oldtidens hære, er den persiske hær i begyndelsen af felttoget ansat til at bestå af mellem 60.000 og 120.000 krigere, og dertil kom en gruppe af civile, der i hovedreglen var tjenere for kongen og den persiske adel. Den øvre grænse er derpå blevet beregnet til at være på 250.000 landsoldater. Vandmangel er i disse analyser den primære begrænsende faktor. Den britiske general fra første verdenskrig, sir Fredrick Maurice, var den første, som betvivlede de antikke tal, og hævdede, at den persiske hær aldrig kunne have skaffet drikkevand til flere end 175.000 soldater.
Det faktum, at Xerxes stod i spidsen for en multikulturel hær, har andre skoler brugt som argument for, at de antikke kilders tal er realistiske.[kilde mangler] Ifølge disse tekster rådede grækerne mod slutningen af slaget ved Plataiai over mellem 110.000 (Herodot) og 100.000 (Pompeius) mand: 38.700 hoplitter og 71.300 eller 61.300 peltaster. I dette slag mødte de ifølge Herodot en styrke på 300.000 persere og 50.000 græske allierede. Dette giver forholdet 3 til 1.
Andre har påpeget, at Herodot kan gengive navnene på seks betydningsfulde generaler og 29 μυρίαρχοι (muriarchoi) – ledere af baivabaram, den persiske basisenhed på 10.000 mand. Baivabaram blev normalt opløst efter så store tab, og soldaterne forflyttet til andre enheder. Det betyder, at alle må have været kampdygtige i begyndelsen af felttoget, og at det totale antal minimum har været 400.000. Ifølge denne skole var vandmangel heller ikke et problem, da overfladevandet i de aktuelle egne af Grækenland i dag dækker behovet hos en langt større befolkning end i oldtiden.
Trods forskellene er det tydeligt, at Xerxes havde gjort sig store anstrengelser for at lykkes ved at indsætte en meget overlegen styrke.
Ifølge Herodot bestod den græske hær af følgende styrker:
| Enheder              | Antal          |
| -------------------- | -------------- |
| Spartanere           | 300            |
| Mantineianere        | 500            |
| Tegeanere            | 500            |
| Arkadiske Orkhomenos | 120            |
| Andre Arkadianere    | 1.000          |
| Korinthere           | 400            |
| Fliusere             | 200            |
| Mykenere             | 80             |
| Thespiaiere          | 700            |
| Thebanere            | 400            |
| Fokisere             | 1.000          |
| Østlige lokriere     | Alle de havde. |
| Total                | 5.200+         |

Til dette tal må 1.000 lakedaimonere, der nævnes af Diodorus Siculus, lægges omkring 800 hjælpetropper fra andre græske byer. (Når spartanerne var i krig, kaldte de sig "lakedaimonere" og ikke "spartanere", hvorfor deres skjolde var mærket med det græske bogstav for L, lambda, dvs. en V vendt på hovedet.) Diodorus sætter det totale antal græske soldater til 4.000, mens geografen Pausanias mener, at det var 11.200. I dag fæster de fleste historikere mest lid til Herodot.[kilde mangler]
Emnet bliver stadig debatteret indenfor historieforskningen, men blandt vestlige forskere er der opstået enighed om, at Herodot har blandet de persiske betegneler for chiliarchy og myriarchy (tal for éttusind og titusind) sammen, og at den persiske hær aldrig oversteg 200.000 i Grækenland.

## Populærkulturelle fremstillinger af slaget

### Bøger
| Bog                                      | Forfatter         | Beskrivelse |
| ---------------------------------------- | ----------------- | --- |
| Gates of Fire, på dansk Flammernes Porte | Steven Pressfield | Fremstiller slaget, set gennem øjnene på en af Dienekes ledsagere, som blev såret under slaget, men som blev plejet for at kunne fortælle Xerxes om det spartanske heltemod. |
| The Spartans                             | Paul Cartledge    | Bogen indeholder en detaljeret beskrivelse af slaget, de Dienekes og kong Leonidas personlige historie, samt en mængde information om Sparta. Publiceret i 2002.             |
| 300                                      | Frank Miller      | Tegneserien er en fremstilling af de hændelser der ledte op til slaget, set fra Leonidas' synspunkt.                                                                         |
| Ghost, 2004                              | John Ringo        | Indeholder en beskrivelse af slaget og citater fra Simonides' epigram. |

### Film
| Film                 | Premiereår | Beskrivelse |
| -------------------- | ---------- | --- |
| The 300 Spartans     | 1962       | Beskriver slaget ved Thermopylene. |
| Go Tell the Spartans | 1978       | Laver en reference mellem spartanerne ved Thermopylæ og de franske soldater, som beskytter en vietnamesisk landsby. |
| The Last Samurai     | 2003       | Kaptajn Nathan Algren reflekterer over slaget ved Thermopylæ, før han går ud i et tilsvarende slag mellem en lille gruppe japanske samuraier og en langt mere overlegen, moderne hær, udstyret med skydevåben og kanoner. I filmen siger Algren, at 300 græske soldater holdt stand mod en million persere, indtil de (perserne) mistede viljen til at kæmpe. |
| 300                  | 2007       | Baseret på Frank Millers tegneserie, 300. |